# Buchteln
Les buchteln (singulier : Buchtel ; aussi Ofennudel [n], Rohrnudel [n]), sont des petits pains briochés faits de pâte levée, remplis de confiture, de graines de pavot moulues ou de fromage caillé et cuits au four dans des plats les gardant collés entre eux. Le buchtel traditionnel est rempli de confiture de powidl. Les buchteln peuvent également être recouverts de crème à la vanille, de sucre en poudre et se mangent tels quels et tièdes. Ils sont servis en dessert, mais peuvent également être consommés en plat principal.
Les buchteln viennent de la Bohême, mais ils sont aussi présents dans la cuisine hongroise, autrichienne, slovaque et slovène. En bavarois, ils sont appelés rohrnudeln ; buhteljni en slovène ; buhtle ou buhtla en serbe ; bukta en hongrois ; buhtli en kajkavien ;  buhtle en croate ; buchta en polonais et buchta ou buchtička en tchèque.